# Ровель, Теодор
Теодо́р Ро́вель (9 февраля 1894 — 6 июня 1978) — германский лётчик, основатель программы стратегической воздушной разведки люфтваффе, ветеран Первой и Второй мировых войн.

## Биография
Родился 9 февраля 1894 года в Барштеде (по другим данным — в Баршлюте), Нижняя Саксония, Германия.
В 1914 году поступил на службу в германский кайзеровский флот (кайзерлихмарине). Пройдя курс первоначальной подготовки, Ровель до марта 1915 года служил на линкоре «Вестфален» (нем. SMS Westfalen), потом на учебном корабле (бывшем эскадренном броненосце) «Кайзер Карл дер Гроссе» (нем. SMS Kaiser Karl der Große), с июля 1915 года — на линкоре «Остфрисланд» (нем. SMS Ostfriesland). В марте 1916 года переведён в морскую авиацию кайзерлихмарине. После курса обучения получил офицерский чин лейтенанта, и в октябре того же года направлен на должность лётчика-наблюдателя в III торпедоносную эскадрилью I морского авиадивизиона (нем. T-Staffel III der I. Seeflieger-Abteilung), затем переведён в I торпедоносную эскадрилью (нем. T-Staffel I) того же дивизиона.

После ранений полученных в результате крушения в ноябре 1917 года — командовал III морской авиастанцией во Фландрии (нем. Seeflugstation Flandern III), затем был инструктором авиашколы лётчиков-наблюдателей в Путциге.
После поражения Германии в Первой мировой войне, в декабре 1918 года Ровель оставил военную службу и впоследствии работал пилотом гражданской авиации в компании «Ганза Люфтбильд», специализацией которой была аэрофотосъёмка в коммерческих целях, и которая являлась филиалом авиакомпании «Дойче Люфтганза». Уже в тот период Ровель стал сотрудничать с абвером, ведя для последнего тайную фотосъёмку различных объектов на территории стран, над которыми пролегали маршруты самолётов его авиакомпании.
В марте 1935 года Ровель вновь был принят на военную службу в люфтваффе, и в звании гауптмана назначен начальником фотоотдела штаба VI воздушного округа (нем. Luftkreis VI) в Киле. В задачу Теодора Ровеля входила разработка рекомендаций по созданию самолётов-разведчиков и специальных фотокамер для них, а также методов аэрофотосъёмки.

В 1936 году Теодор Ровель в звании майора назначен командиром вновь сформированной Авиационной эскадрильи специального назначения (нем. Fliegerstaffel z.b.V.) — разведывательного авиаподразделения, которое действовало в интересах верховного командования люфтваффе. В конце 1938 года Ровель был повышен до оберст-лейтенанта, и в январе 1939 года стал командиром Разведывательной авиагруппы при главнокомандующем люфтваффе (нем. Aufkl.Gr.Ob.d.L. — «Группа Ровеля»), сформированной из его прежней авиаэскадрильи спецназначения, и первоначально базировавшейся в Вердере. Одновременно с командованием разведывательной авиагруппой, Теодор Ровель был назначен начальником Опытной станцией высотных полётов (нем. Versuchsstelle für Höhenflüge), образованной в августе—ноябре 1939 года на аэродроме Ораниенбурга для исследований в области высотных полётов и аэрофоторазведки, а также для различных испытаний иностранных и опытных образцов самолётов, которые предполагалось использовать для этих целей.
В октябре 1940 года награждён Рыцарским крестом Железного креста.
С февраля 1943 года оберст Ровель (получивший это звание ещё в 1941 году) назначен командиром Опытного подразделения при главнокомандующем люфтваффе (нем. Versuchsverband Ob.d.L.), частично сформированного из отдельных подразделений бывшей «Группы Ровеля». Оставался на этой должности предположительно до апреля 1944 года.
В сентябре 1944 года вышел в отставку. После окончания Второй мировой войны работал в правительственных структурах ЮАР.

Умер 6 июня 1978 года в Мюнстере, Северный Рейн-Вестфалия, Германия.